# Addio a tutto questo
Addio a tutto questo (titolo originale Good-Bye to All That) è un'autobiografia scritta dal poeta e scrittore inglese Robert Graves, uscita in prima edizione nel 1929; una seconda edizione riveduta dall'autore apparve nel 1958. La narrazione comprende tutta la vita dell'autore, ma la maggior parte del contenuto riguarda la sua esperienza come ufficiale durante la prima guerra mondiale.

## Trama
Il libro raccoglie le memorie dell'autore, partendo dai primi ricordi d'infanzia, quando la crescita in una famiglia in cui si mescolavano radici irlandesi, danesi e tedesche, fornì al giovane Robert un ambiente allo stesso tempo rispettoso delle tradizioni ed aperto alla discussione, ambiente che si rivelò stimolante ed adatto alla formazione di una personalità non convenzionale. Fatto che rese abbastanza problematico il successivo incontro con il rigido sistema educativo britannico, contrasto destinato a farsi più forte col passaggio alla formazione superiore nella scuola di Charterhouse, dove l'amore per lo studio e la parentela germanica, in un periodo di forti tensioni estere, poteva comportare l'ostracismo dei compagni. A salvare il giovane Robert vi è l'amicizia con alcuni compagni e la nascita di una prorompente passione per la poesia, con l'utile aggiunta della pratica del pugilato, espediente alquanto efficace per evitare le vessazioni dei compagni più grandi ed aggressivi. Col passare del tempo nasce anche l'amore per un compagno più giovane, sentimento platonico ma non per questo meno forte. 
Ma alla fine del liceo, è la guerra a bussare alle porte, e la prospettiva di ricominciare tutto da capo nel nuovo ambiente di Oxford spinge il giovane all'arruolamento volontario, malgrado le forti riserve riguardo alle ragioni del conflitto. E dopo un breve addestramento da ufficiale della Riserva Speciale nel valoroso corpo dei Royal Welsh Fusiliers, ed un frustrante periodo di servizio in patria, comincia l'avventura della guerra di trincea in terra francese, con la sua routine fatta di doveri e servizi logoranti, di estenuanti attese e momenti di azione frenetica, accompagnati costantemente dal conteggio implacabile delle perdite umane. Il giovane ufficiale avrà così il modo di vivere la più disastrosa guerra mai sperimentata prima dal genere umano, in tutti i suoi aspetti, quelli gloriosi come i più atroci: il senso dell'onore e di fratellanza che nasce tra chi rischia insieme la vita; la frustrazione e lo scoramento per la perdita dei compagni; la delirante stupidità della propaganda giornalistica e del patriottismo; la depressione per il senso di impotenza ed inanità degli sforzi che hanno condotto a quegli immani massacri, che acquistano sempre meno senso. Anche l'amicizia col giovane Siegfried Sassoon, con cui l'autore condivide la comune passione per la poesia, non sarà che una fugace parentesi nella routine di morte e frustrazioni, a cui si aggiungerà l'aggravante della responsabilità dovuta alla promozione a capitano, conseguenza inevitabile del consumo continuo di uomini sui campi di battaglia. 
Il 20 luglio 1916, durante un attacco dell'artiglieria tedesca, venne gravemente ferito ai polmoni nel corso della grande offensiva della Somme: inizialmente creduto morto, comparendo nella lista dei caduti pubblicata quotidianamente sul Times, tornò su un treno ospedale a Wimbledon per la convalescenza in patria. Il breve ritorno al servizio attivo in Francia con incarico di retroguardia rinsalda i timori del giovane Graves sull'insensatezza di questa guerra. Al suo ritorno in Inghilterra, impegnato nell'addestramento dei giovani ufficiali, dovrà aiutare l'amico Sassoon ad evitare le conseguenze della scelta di appoggiare apertamente posizioni pacifiste. In seguito a questo ed altri episodi, l'autore capisce di avere accumulato troppe tensioni, ma l'amore per la giovane Nancy Nicholson, ed il successivo matrimonio sembrano restituirgli una sufficiente tranquillità. L'arrivo dell'armistizio del novembre 1918 e di una prima figlia lo spingono così al congedo (ottenuto tra l'altro in modo rocambolesco) e ad un problematico ritorno alla vita civile, per poi riprendere gli studi interrotti, ad Oxford. Qui conoscerà altri personaggi di spicco della cultura inglese, e farà amicizia con Thomas Edward Lawrence, reduce dalla sua avventura nel Vicino Oriente. Dopo una sfortunata esperienza commerciale, le difficoltà economiche lo spingeranno in Egitto, per un lavoro che si rivelerà povero di soddisfazioni. Il libro termina con una breve descrizione delle vicissitudini che hanno portato l'autore all'allontanamento definitivo dall'Inghilterra, la patria dove non avrebbe più potuto vivere, da qui la scelta del titolo.

## Edizioni
- Addio a tutto questo, traduzione di Annalisa Carena, Novara, Edizioni Piemme, 2005, ISBN 88-384-8133-4.
- Addio a tutto questo, traduzione di Annalisa Carena, con una nota di Ottavio Fatica, Collana Biblioteca n.656, Milano, Adelphi, 2016, ISBN 978-88-459-3113-0.